# 沃凯申
沃凯申（英語：Vocation）是一個位於美國阿拉巴馬州門羅縣的非建制地區。該地的面積和人口皆未知。

## 地理
沃凯申的座標為31°15′40″N 87°26′00″W / 31.26111°N 87.43333°W，而該地的平均海拔高度為113米（即371英尺）。